# Équipe d'Uruguay de football à la Copa América 1923
L'équipe d'Uruguay de football participe à sa 7e Copa América lors de cette édition 1923 qui a eu lieu à Montevideo en Uruguay du 29 octobre au 2 décembre 1923.

## Résultats

### Classement final
Les quatre équipes participantes sont réunies au sein d'une poule unique où chaque formation rencontre une fois ses adversaires. À l'issue des rencontres, l'équipe classée première remporte la compétition.
|   | Équipe    | Pts | J | G | N | P | BP | BC | Diff |
| - | --------- | --- | - | - | - | - | -- | -- | ---- |
| 1 | Uruguay   | 6   | 3 | 3 | 0 | 0 | 6  | 1  | +5   |
| 2 | Argentine | 4   | 3 | 2 | 0 | 1 | 6  | 6  | 0    |
| 3 | Paraguay  | 2   | 3 | 1 | 0 | 2 | 4  | 6  | -2   |
| 4 | Brésil    | 0   | 3 | 0 | 0 | 3 | 2  | 5  | -3   |

| 4 novembre  | Uruguay | 2 | 0 | Paraguay  |
| 25 novembre | Uruguay | 2 | 1 | Brésil    |
| 2 décembre  | Uruguay | 2 | 0 | Argentine |

### Matchs
| 4 novembre 1923                                                                            | Uruguay                   | 2 – 0 | Paraguay | Parque Central (Montevideo)                     |                                                 |
|                                                                                            | Scarone 11e · Petrone 87e | (1 - 0) |          | Spectateurs : 20 000 Arbitrage : Servando Pérez | Spectateurs : 20 000 Arbitrage : Servando Pérez |
| Casella - Nasazzi, Uriarte - Andrade, Vidal, Ghierra - Pérez, Scarone, Cea, Petrone, Somma | Équipes                   | Recalde - Paredes, Mena Porta - Centurión Miranda, Díaz, Capdevila - Elizeche, Zelada, I. López, Rivas, Fretes |          | Spectateurs : 20 000 Arbitrage : Servando Pérez | Spectateurs : 20 000 Arbitrage : Servando Pérez |

| 25 novembre 1923                                                                           | Uruguay               | 2 – 1                                                                                        | Brésil   | Parque Central (Montevideo)                     |                                                 |
|                                                                                            | Petrone 56e · Cea 75e | (0 - 0)                                                                                      | Nilo 58e | Spectateurs : 20 000 Arbitrage : Servando Pérez | Spectateurs : 20 000 Arbitrage : Servando Pérez |
| Casella - Nasazzi, Uriarte - Andrade, Vidal, Ghierra - Pérez, Scarone, Cea, Petrone, Somma | Équipes               | Nélson - Pennaforte, Alemão - Mica, Nesi, Soda - Paschoal, Zezé I, Nilo, Mário Seixas, Amaro |          | Spectateurs : 20 000 Arbitrage : Servando Pérez | Spectateurs : 20 000 Arbitrage : Servando Pérez |

| 2 décembre 1923                                                                            | Uruguay                 | 2 – 0                                                                                                  | Argentine | Parque Central (Montevideo)                                 |                                                             |
|                                                                                            | Petrone 28e · Somma 88e | (1 - 0)                                                                                                |           | Spectateurs : 22 000 Arbitrage : Antônio Carneiro de Campos | Spectateurs : 22 000 Arbitrage : Antônio Carneiro de Campos |
| Casella - Nasazzi, Uriarte - Andrade, Vidal, Ghierra - Pérez, Scarone, Cea, Petrone, Somma | Équipes                 | Tesoriere - Bidoglio, Iribarren - Médici, Vaccaro, Solari - Loizo, De Miguel, Saruppo, Aguirre, Onzari |           | Spectateurs : 22 000 Arbitrage : Antônio Carneiro de Campos | Spectateurs : 22 000 Arbitrage : Antônio Carneiro de Campos |

| Championnat sud-américain de football de 1923 - Vainqueur Uruguay 4e titre |